# 司马讼
司马讼（?—?），西晋宗室，司马懿三弟安平献王司马孚曾孙，太原烈王司馬瓌之孙，河间王司马颙之子。
安平献王司马孚第七子高阳元王司馬珪没有儿子，晋武帝以太原成王司马辅的儿子司马缉袭爵。咸宁四年（278年）四月司马缉去世，无子。太康二年（281年）晋武帝下诏以太原王世子司马颙的儿子司马讼为司马缉的后嗣，但是没有封王，而是封真定县侯。之后，司马颙被封为河间王，参加八王之乱，史书没有关于此时司马讼的记载。后来司马颙与三子一起被杀，未详司马讼是否在其中。